# الطائر بن لا أحد
الطائر بن لا أحد (به انگلیسی: Altaïr Ibn-La'Ahad) (به معنی پرنده، فرزند هیچ‌کس) یک شخصیت خیالی در مجموعه بازی‌های اساسینز کرید از شرکت یوبی‌سافت است. او یک آدم‌کش حرفه‌ای فعال در طی جنگ صلیبی سوم (۱۱۹۱) در سرزمین مقدس بود. او یکی از اعضای اصلی برادرهود اساسین و به عنوان قهرمان و شخصیت محوری در نسخه‌های اساسینز کرید (۲۰۰۷)، اساسینز کرید: تاریخچه الطائر (۲۰۰۸) و اساسینز کرید: تبارها (۲۰۰۹) حضور دارد. الطائر همچنین به‌طور مشترک در کنار اتزیو آئودیتوره دا فرینتزه، نقش قهرمان اصلی را در اساسینز کرید: افشاگری‌ها ایفا می‌کند.
الطائر از اجداد دزموند مایلز (از سوی پدر)، یک آدم‌کش در زمان امروزی و حال است. او توسط المعلم، سرپرست او، از زمان کودکی در قلعه‌ای واقع در مصیاف سوریه آموزش دیده بود. اگرچه الطائر المعلم را به عنوان دومین پدر در نظر می‌گرفت، پس از اینکه به خیانت وی پی برد، او را در سپتامبر ۱۱۹۱ به قتل رساند.